# Mautes
Mautes település Franciaországban, Creuse megyében. Lakosainak száma 198 fő (2022. január 1.). Mautes Lioux-les-Monges, Lupersat, Sermur, Saint-Bard, Saint-Oradoux-près-Crocq és La Villetelle községekkel határos.

## Népesség
A település népességének változása:
| Lakosok száma | 370  | 298  | 262  | 207  | 223  | 218  | 210  | 198  | 197  | 198  |
|               | 1968 | 1982 | 1990 | 2006 | 2013 | 2015 | 2017 | 2019 | 2020 | 2022 |